# Yom Tov Lipman Baslavsky
Yom Tov Lipman Baslavsky (ou Yom-Tov Lipman Ha-Cohen Baslavsky), né en 1824 à Sloutsk (en Biélorussie) et mort le 26 décembre 1892 à Mir (en Biélorussie) est le rabbin de Mir et un Rosh yeshiva. Parmi ses élèves, on compte le rabbin Isser Zalman Meltzer.

## Biographie
Yom Tov Lipman Baslavsky est né en 1824 à Sloutsk (en Biélorussie),,.

## Œuvres
- (he) Malbushei-Yom-Tov